# Verjüngung (Architektur)

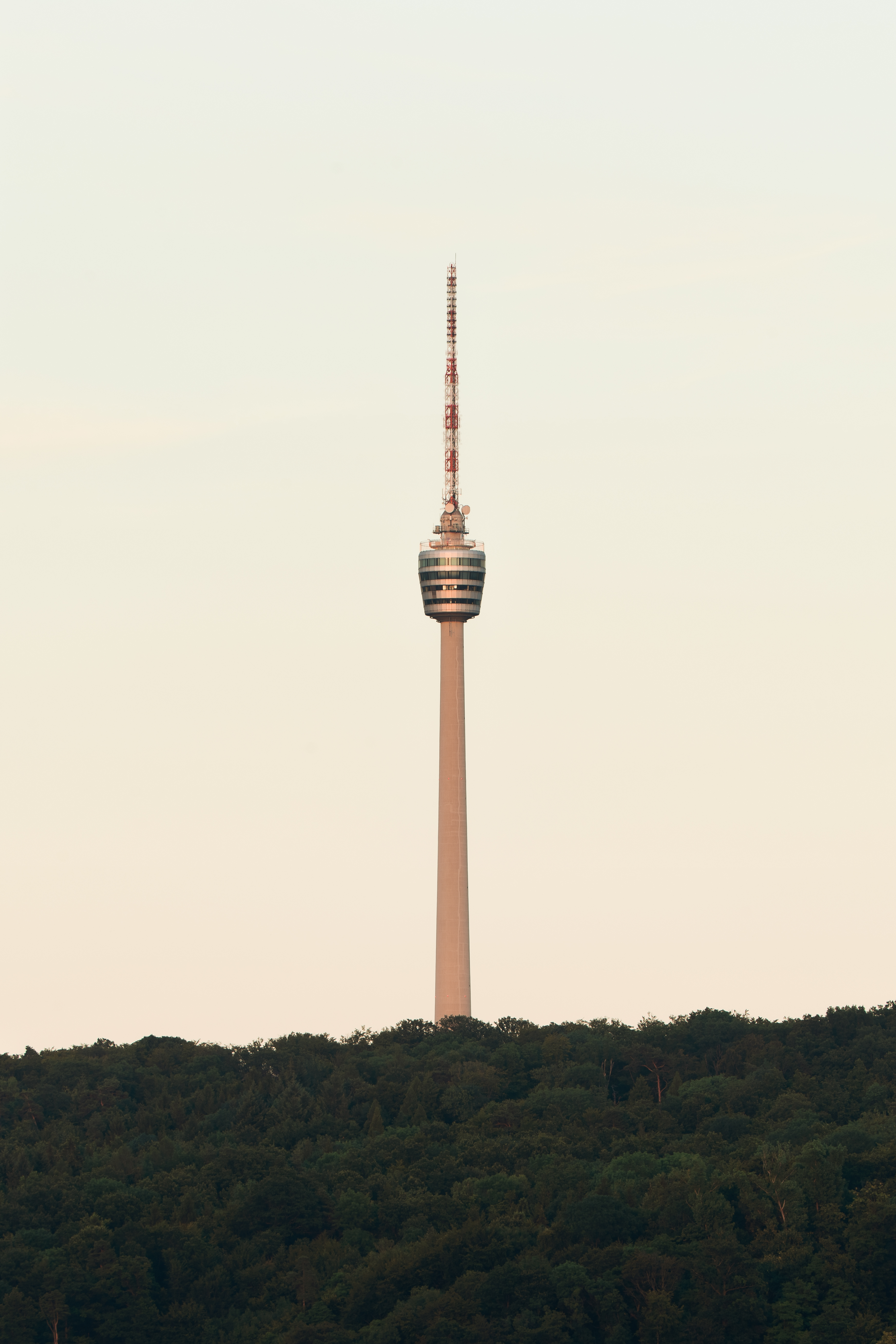
Der Stuttgarter Fernsehturm aus der Fernsicht: die Verjüngung des Schaftes ist klar zu erkennen

Als Verjüngung bezeichnet man in der Architektur das allmähliche Dünnerwerden eines Säulenschafts oder eines Pfeilers in der Richtung von unten nach oben sowie in der Perspektive das allmähliche scheinbare Kleinerwerden entfernter Gegenstände in dem Grad, als sie sich vom Auge entfernen. Diese subjektive Erscheinung muss auch in der perspektivischen Zeichnung zum Ausdruck gelangen. Bei den Zimmerleuten bezeichnet Verjüngung die Abschrägung eines Holzstücks.
Auch der römische Architekturtheoretiker Vitruv aus dem 1. Jahrhundert v. Chr., Verfasser der Zehn Bücher über Architektur, erwähnt im dritten Buch, das den Tempelbau behandelt, den Begriff der Verjüngung (Diminuatio). Während in der griechischen Architektur die Säulenverjüngung meist über eine gerade Linie erfolgte – die Säule verlor etwa 1/6 ihres Durchmessers – wich Vitruv und mit ihm oft die Moderne Architektur von diesem Grundsatz ab und ließ die Verjüngung kurvenförmig stattfinden, die oftmals erst bei zwei Drittel der Säulenhöhe anfängt. Im 16. Jahrhundert stellte der Architekt Giacomo Barozzi da Vignola als erster Regeln für die Formgebung der Verjüngung und Verdickung der Säulen auf.